# Микаел Гигу
Микаел „Мика“ Гигу (фр. Michaël Guigou; Апт, 28. јануар 1982) је француски рукометаш који игра на позицији левог крила и тренутно наступа за Ним. Двадесет година играо је за Монпеље од 1999. до 2019.

## Каријера
Рукомет почиње да тренира са 5 година у клубу Апт, у свом родном граду, где је његова мајка била тренер. Иако је у том клубу играо са играчима који су били 2-3 године старији од њега, он се издвајао од осталих. У Апту остаје до 1998, када прелази у Авињон, где се задржао само једну годину.
Члан је Монпељеа од 1999. године са којим је освојио 10 државних првенстава, 11 купова, 10 лига купова, 3 трофеја шампиона и као круну клупске каријере ЕХФ Лигу шампиона у сезонама 2002/03. и 2017/18.

## Клупски успеси

### Монпеље
- Француско првенство (10) : 2002, 2003, 2004, 2005, 2006, 2008, 2009, 2010, 2011, 2012.
- Француски куп (11) : 2001, 2002, 2003, 2005, 2006, 2008, 2009, 2010, 2012, 2013, 2016.
- Француски лига-куп (10) : 2004, 2005, 2006, 2007, 2008, 2010, 2011, 2012, 2014, 2016.
- Француски трофеј шампиона (3) : 2010, 2011, 2018.
- ЕХФ Лига шампиона (2) : 2003, 2018.
- ЕХФ куп : финале 2014.

### Репрезентација
Члан репрезентације Француске је од 2002. године са којом је освојио две златну медаље на Олимпијским играма 2008. у Пекингу и 2012. у Лондону док је узео сребро 2016. у Рио Де Женеиру. На светским првенствима је освојио бронзану медаљу 2005. и 2019. те четири злата 2009, 2011, 2015. и 2017, док је на европским првенствима освојио такође једну бронзану 2018. и три златне 2006, 2010. и 2014.
Изабран је за најбоље лево крило на Светском првенству 2009. у Хрватској.
Проглашен је за витеза Легије части Француске.